# Alolja
La Alolja o Alol' (in russo Алоля?, Алоль) è un fiume della Russia nord-occidentale, affluente di destra della Velikaja. Scorre nei rajon Bežanickij, Opočeckij, Pustoškinskij dell'oblast' di Pskov. Appartiene al bacino del Mar Baltico.
Il fiume ha origine sulle alture di Bežanicy, dal lago Arno, attraversa diversi laghi, i più grandi dei quali sono Kudeverskoe e Bardovo. Il fiume scorre prevalentemente in direzione sud-occidentale. Sfocia nella Velikaja a 323 km dalla foce. Ha una lunghezza di 105 km; l'area del suo bacino è di 860 km².